# Francis Marrash
Francis Marrash (1835 o 1836 o 1837 – 1873 o 1874), nacido Francis ben Fathallah ben Nasrallah Marrash (en árabe: فرنسيس بن فتح الله بن نصر الله مرّاش), también conocido como Francis al-Marrash o Francis Marrash al-Halabi, fue un escritor y poeta sirio de la Nahda movimiento (el renacimiento árabe); hermano de los también escritores Maryana y Abdallah Marrash.

## Obras
Jalil Gibrán (1883-1931) fue un gran admirador de Marrash. Había estudiado las obras de este último en al-Hikma escuela en Beirut. De acuerdo con Shmuel Moreh, Gibrán pudo haber sido inspirado por el estilo y algunas ideas de Marrash.